# Ampersand magazine
Ampersand – polski miesięcznik angielskojęzyczny o tematyce społeczno-ekonomiczno-politycznej wydawany przez studentów Wyższej Szkoły Biznesu - National Louis University. Nazwa powstała od znaku pisarskiego &, będącego daleko przetworzonym symbolem łacińskiego spójnika "et" czyli polskiego "i".

## Historia
Ukazuje się od lutego 2006 r. – najpierw w wersji elektronicznej, a od września 2006 r. w normalnej formie jako miesięcznik. Od roku akademickiego 2007/2008, Ampersand planuje dystrybucję na terenie małopolski i większych ośrodków akademickich zarówno w Polsce, jak i za granicą.

## Profil
Magazyn ma na celu łączenie po pierwsze polskich studentów z obcokrajowcami oraz ludzi wywodzących się z różnych kultur. Początkowo założeniem redakcji było informowanie o wydarzeniach dziejących się na uczelni, ale wraz ze wzrostem zainteresowania magazynem i większą liczbą autorów, Ampersand przestał być jedynie akademickim miesięcznikiem. Redakcja skupia swą uwagę na wydarzeniach ze świata polityki, biznesu i dziedzin społecznych.